# Földikígyófélék
A földikígyófélék (Xenopeltidae) a hüllők (Reptilia) osztályába a  pikkelyes hüllők (Squamata) rendjébe és a kígyók (Serpentes) alrendjébe tartozó család.

1 nem és 2 faj tartozik a családba.

## Rendszerezés
A családba az alábbi nem és fajok tartoznak
- Xenopeltis (Reinwardt, 1827) – 2 faj
  - kínai földikígyó (Xenopeltis hainanensis)
  - szivárványos földikígyó (Xenopeltis unicolor)